# Pomacea diffusa
Pomacea diffusa – gatunek ślimaka przodoskrzelnego z rodziny Ampullariidae, do niedawna błędnie opisywany jako Pomacea bridgesii, w języku polskim potocznie nazywany ampularią.
Ślimak ten został opisany z Santa Cruz w Boliwii jako podgatunek P. bridgesii diffusa. Drugi z podgatunków to opisany z Beni P. bridgesii bridgesii. Obydwa występowały w literaturze pod nazwą P. bridgesii. Pierwszy z nich jest szeroko rozprzestrzeniony w basenie Amazonki. Wraz z kilkoma innymi roślinożernymi gatunkami z tego samego rodzaju (P. canaliculata, P. insularum i P. scalaris) został introdukowany w południowych Stanach Zjednoczonych, na Hawajach, w Azji Południowo-Wschodniej oraz Nowej Zelandii.

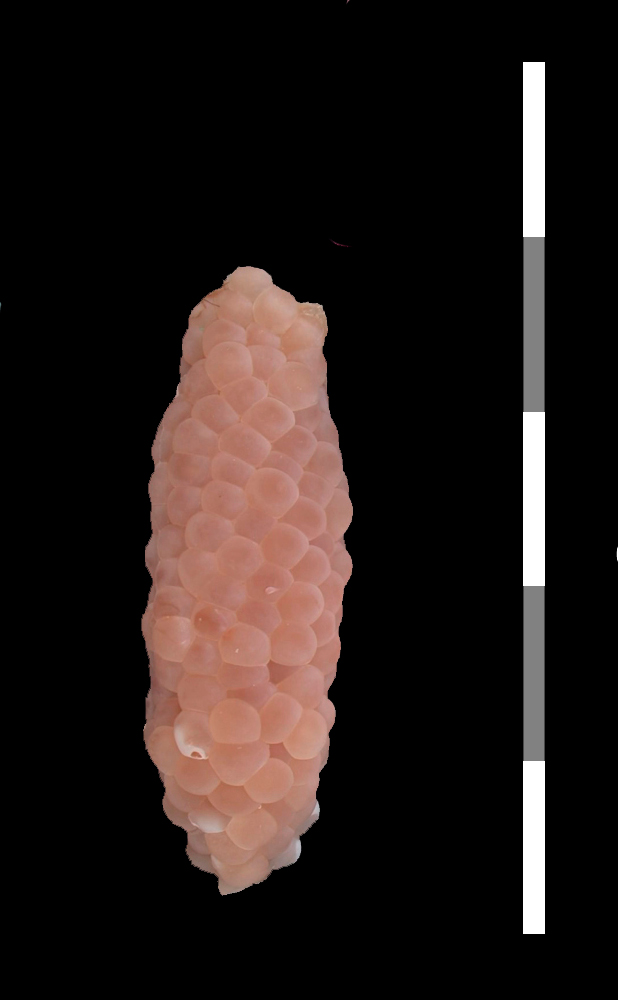
Jaja Pomacea diffusa ułożone w tzw. kładkę

Introdukowane ślimaki okazały się być groźnymi szkodnikami niektórych upraw. Ze względu na dużą zmienność morfologiczną, co znacznie utrudnia identyfikację, pojawił się problem z ustaleniem, które gatunki są potencjalnie groźne. Podjęto wiele badań, w wyniku których wykazano, że są to 2 odrębne gatunki, a osobniki opisywane dotychczas jako P. bridgesii to P. diffusa. P. bridgesii bridgesii jest nieco większy i ma ograniczony zasięg występowania.
Od pokrewnych gatunków P. diffusa wyróżnia się stosunkowo wysokim stożkiem muszli. Muszla ma 5–6 skrętów, a kąt na szwie pomiędzy nimi wynosi około 90°. Kładki jajowe przypominają plaster miodu. Świeżo złożone jaja mają białawy kolor, następnie przybierają barwę od podpalanej do łososiowej. Jest ślimakiem popularnym w akwarystyce. Żywi się glonami i – jako jedyny z inwazyjnych gatunków Pomacea – nie jest uważany za szkodnika, choć jego preferencje pokarmowe w nowych warunkach mogą okazać się szersze.

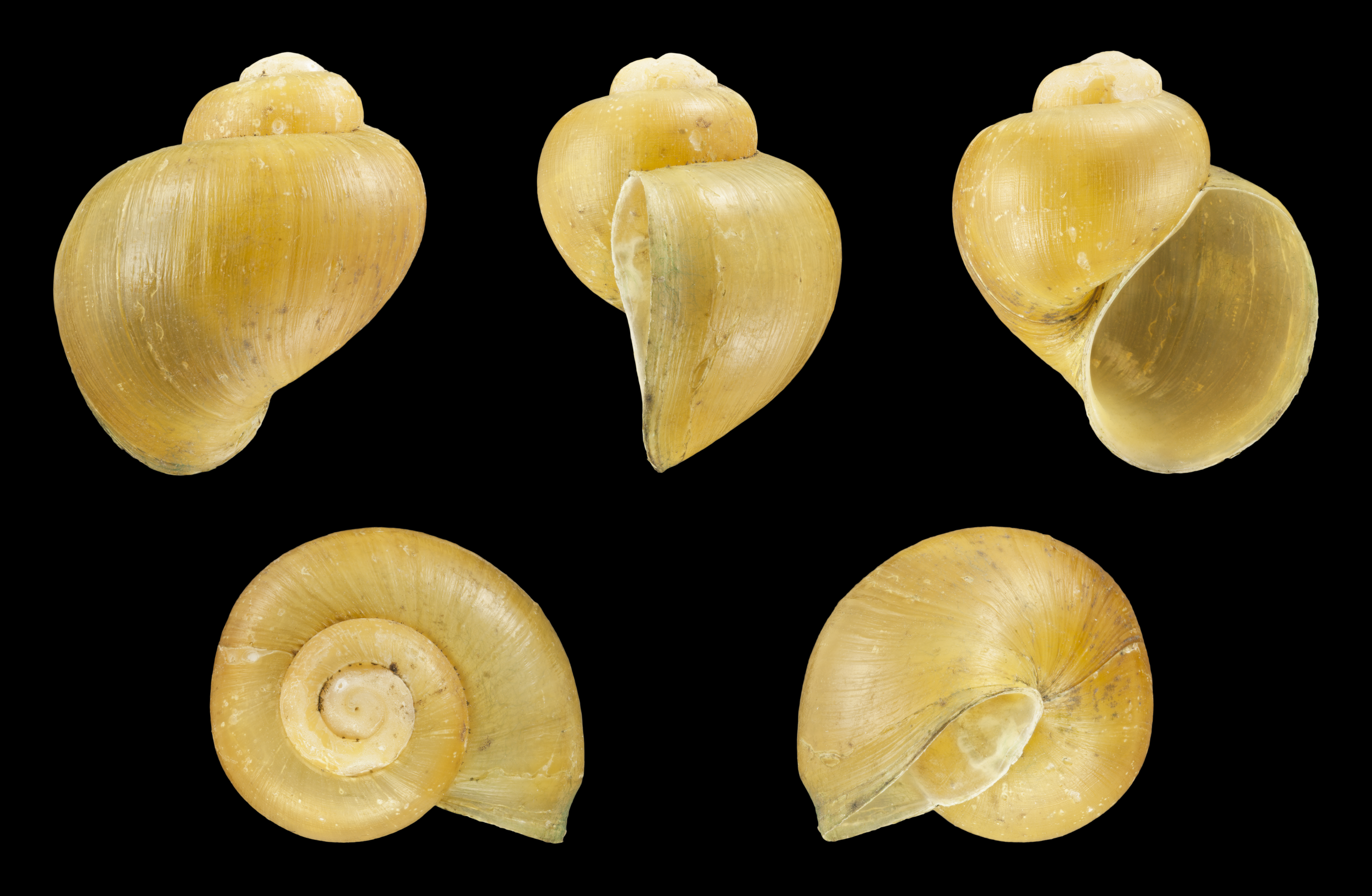
Muszla

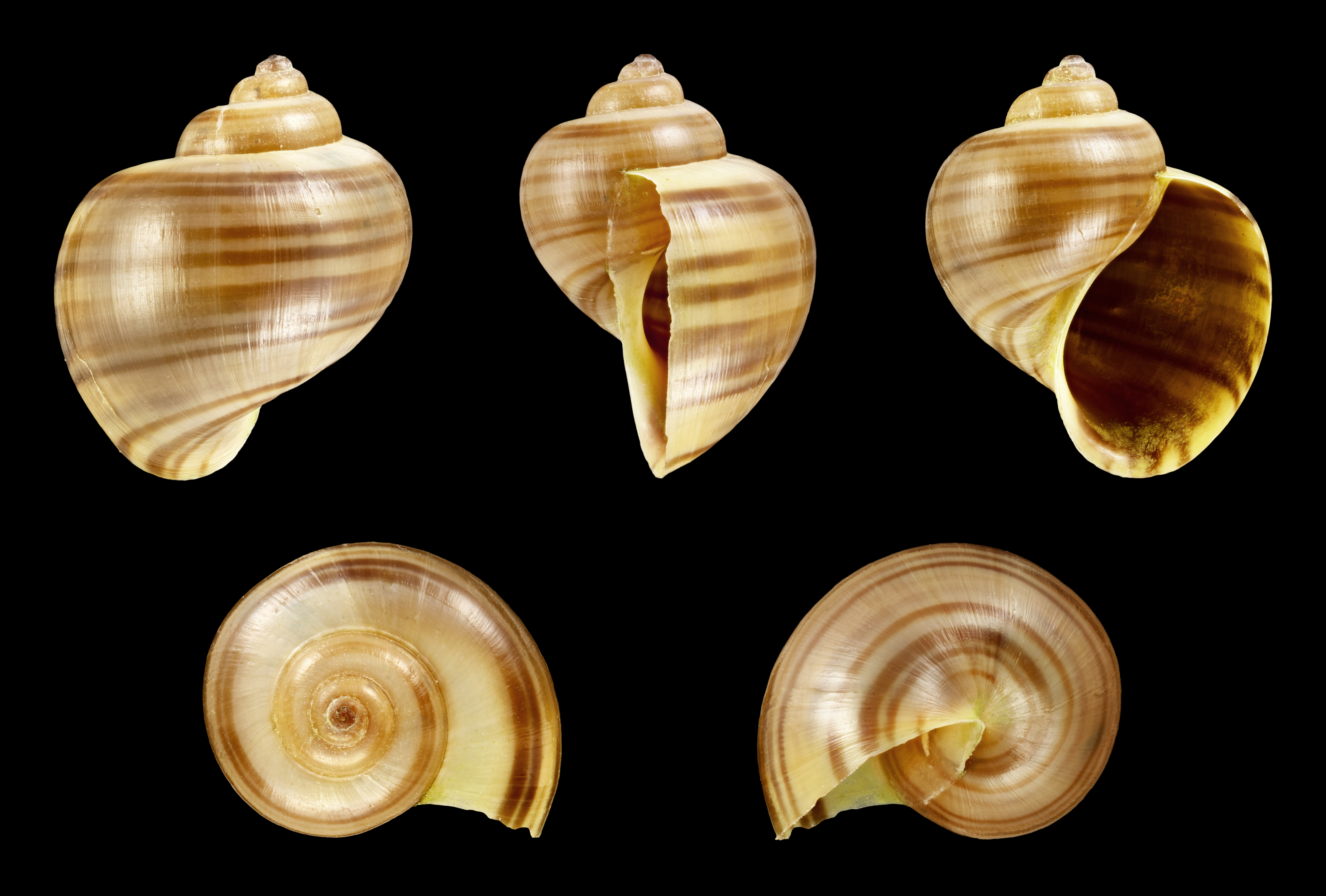
Muszla